# Coefficiente di finezza
Il coefficiente di finezza è un rapporto tra determinate dimensioni dello scafo di una nave, finalizzato a descriverne le caratteristiche della carena e dell'ingombro.
Il valore viene utilizzato per misurare approssimativamente alcuni parametri quali la stabilità e l'analisi degli sforzi.
In generale, un coefficiente di finezza è calcolato come rapporto tra il volume o l'area effettivi della carena e quelli di figure o solidi definiti a partire da elementi noti della carena, quali lunghezza, larghezza e immersione.
Dato che tali valori sono funzione della linea d'acqua considerata, questi coefficienti vengono definiti rispetto ad un determinato dislocamento, variando il quale essi non sono più validi.
A seconda dei valori considerati, si definiscono diversi coefficienti di finezza:
- il coefficiente di finezza della sezione maestra (indicato con la sigla Cx) è il rapporto fra l'area della parte immersa della sezione maestra dello scafo (Ax) ed il prodotto fra larghezza (BWL) ed immersione della sezione maestra stessa (T)[1]:

{\displaystyle C_{x}=A_{x}/B_{WL}\times T}
- il coefficiente di finezza al galleggiamento (indicato con la sigla CWL) è il rapporto fra l'area della figura di galleggiamento (AWL) ed il prodotto fra larghezza (BWL) e lunghezza (LWL) della figura stessa[1]:

{\displaystyle C_{WL}=A_{WL}/B_{WL}\times L_{WL},}
- il coefficiente di finezza totale (indicato con la sigla Cb) è il rapporto fra il volume di carena (V) ed il prodotto delle tre  dimensioni principali: lunghezza (Lwl), larghezza (Bwl) e immersione (T)[1]:

{\displaystyle C_{b}=V/L_{WL}\times B_{WL}\times T,}
- il coefficiente di finezza del piano di deriva (indicato con la sigla CLP) è il rapporto fra l'area della proiezione sul piano di simmetria longitudinale (ALP) ed il prodotto fra lunghezza (LWL) ed immersione (T) della nave[1]:

{\displaystyle C_{LP}=A_{LP}/L_{WL}\times T,}
- il coefficiente di finezza longitudinale o prismatico (indicato con la sigla CP) è il rapporto fra il volume della carena (V) e quello del prisma ad essa circoscritto[1]:

{\displaystyle C_{p}=V/A_{x}\times L_{WL},}